# 利比亞 (希臘神話)
利比亞（Libya）是希臘神話中的一個人物，埃及國王埃帕福斯的女兒。古利比亞的名稱來自於她，與現今的國家利比亞不同，古利比亞泛指尼羅河以西廣大的北非土地。

利比亞在古代的範圍

利比亞是埃帕福斯與妻子孟菲斯的女兒，她受到海神波賽頓的引誘，為他生下了一對雙胞胎柏羅斯與阿格諾。柏羅斯後來成為埃及國王，而阿格諾則成為腓尼基城邦泰爾的國王。